# 戴克维
戴克维（1955年4月—），江苏启东人，中华人民共和国政治人物。

## 生平
早年任苏州十四中学教师。1993年6月，任团中央学校部副部长。1994年9月，任团中央办公厅副主任；1995年9月，任团中央学校部部长、全国学联秘书长；1996年12月，兼任团中央常委。1998年7月，任团中央常委、办公厅主任；2000年7月，任中央金融工委机关党委书记；2003年4月，任中国银监会宣传工作部主任；2005年12月至2012年4月，任中国华融资产管理公司党委委员、纪委书记、工会工作委员会主任；2012年4月至2012年9月，任中国华融资产管理公司党委委员、纪委书记、工会主席。2012年后，任中国华融资产副总裁。